# Антички македонски календар
Антички македонски календар је лунисоларни календар коришћен у античкој Македонији у 1. миленијуму старе ере. Састојао се од 12 синодичких лунарних месеци (тј. 354 дана у години), са повременим интеркаларним месецима како би остао у кораку са годишњим добима. У време када је коришћен широм хеленистичког света, у сваком 19-годишњем метонском циклусу је додавано седам емболимои-ја (интеркаларних месеци). Имена из старог македонског календара су у Сирији остала у употреби чак и након почетка хришћанске ере. Овакав календар је користио историчар Јосиф Флавије, одн. хебрејски календар са македонским именима.
Постоји пример натписа из Декапоља у Јордану, из 6. века н. е., са соларним македонским календаром, који почиње од месеца Аудунаеус-а (децембарског „Месеца” у лунисоларној варијанти, види доле). Соларни тип је касније стопљен са јулијанским календаром. У римској Македонији су коришћена оба календара. Римски је у натписима посведочен као Kalandôn ген. καλανδῶν Calendae а македонски као Hellenikei дат. Ἑλληνικῇ (Хеленски). Коначно, један натпис из Касандрије из око 306—298. п. н. е. који носи месец Ἀθηναιῶν Athenaion, сугерише да су неки градови имали сопствене месеце и након македонске експанзије у 4. веку п. н. е.

## Месеци
Следе називи месеци са приближно еквивалентним грегоријанским месецима.
- Δίος (Dios, Октобарски „Месец”)
- Απελλαίος (Apellaios, Новембар, такође и дорски месец — Apellaiōn је био теноски (Тинос) месец)
- Αυδυναίος ili Αυδναίος (Audunaios или Audnaios, Децембар, такође и критски месец)
- Περίτιος (Peritios, Јануар) (и фестивал месеца; Peritia)
- Δύστρος (Dystros, Фебруар)
- Ξανδικός или Ξανθικός (Xandikos или Xanthikos, Март) (и фестивал месеца; Xanthika, прочишћење армије , Hesych.)
  - Ξανδικός Εμβόλιμος (Xandikos Embolimos, уметан 6 пута током 19-год. циклуса)
- Αρτεμίσιος ili Αρταμίτιος (Artemisios или Artamitios, Април, такође и спартански, родоски и епидаурски месец — јонски месец је био Артемисиōн)
- Δαίσιος (Daisios, Мај)
- Πάνημος ili Πάναμος (Panēmos или Panamos, Јун, такође и епидаурски, милетски, самоски и коринтски месец)
- Λώιος (Lōios, Јул — Ομολώιος, Homolōios, је био месец у Етолији, Беотији и Тесалији)
- Γορπιαίος (Gorpiaios, Август)
- Υπερβερεταίος (Hyperberetaios, Септембар — Hyperberetos је био критски месец)
  - Υπερβερεταίος Εμβόλιμος (Hyperberetaios Embolimos, уметан једном током 19-годишњег циклуса)